# Sittelle superbe
Vous lisez un « article de qualité » labellisé en 2014.
Sitta formosa
Espèce
Synonymes
- Callisitta formosa (Blyth, 1943)

Statut de conservation UICN

 VU C2a(i) : Vulnérable
La Sittelle superbe (Sitta formosa) est une espèce d'oiseaux de la famille des Sittidae. C'est une sittelle de grande taille, mesurant 16,5 cm de longueur, et sans dimorphisme sexuel. Sa coloration est remarquable, les parties supérieures étant noires ou bleu azur, striées de blanc et de bleu pâle sur la tête et bordées des mêmes couleurs sur les plumes des ailes. Les parties inférieures sont orangées, avec le sourcil et la gorge chamoisés et un trait oculaire sombre et diffus. Son écologie est mal connue, mais elle se nourrit de petits insectes trouvés sur les arbres et dans les plantes épiphytes couvrant leurs branches et troncs. La reproduction a lieu en avril-mai ; le nid est placé dans le trou d'un chêne ou d'un rhododendron, ou de façon générale celui d'un grand arbre. Le nid, fait de matière végétale et de fourrure, reçoit une ponte comptant quatre à six œufs.
La Sittelle superbe se rencontre dans la plupart des pays d'Asie du Sud-Est continentale mais les populations semblent très localisées et l'espèce est assez rare sur l'ensemble de sa distribution. Elle peuple principalement les forêts d'altitude, et se rencontre généralement entre 950 m et les sommets (jusqu'à près de 2 300 m), avec quelques mouvements altitudinaux saisonniers, descendant aux alentours de 300 m en hiver. Son apparente disparité au sein de son aire de répartition rend les estimations de ses effectifs difficiles, mais son habitat est menacé par la déforestation et les populations semblent en déclin. Pour ces raisons, l'espèce est considérée comme « vulnérable » par l'Union internationale pour la conservation de la nature.

## Description

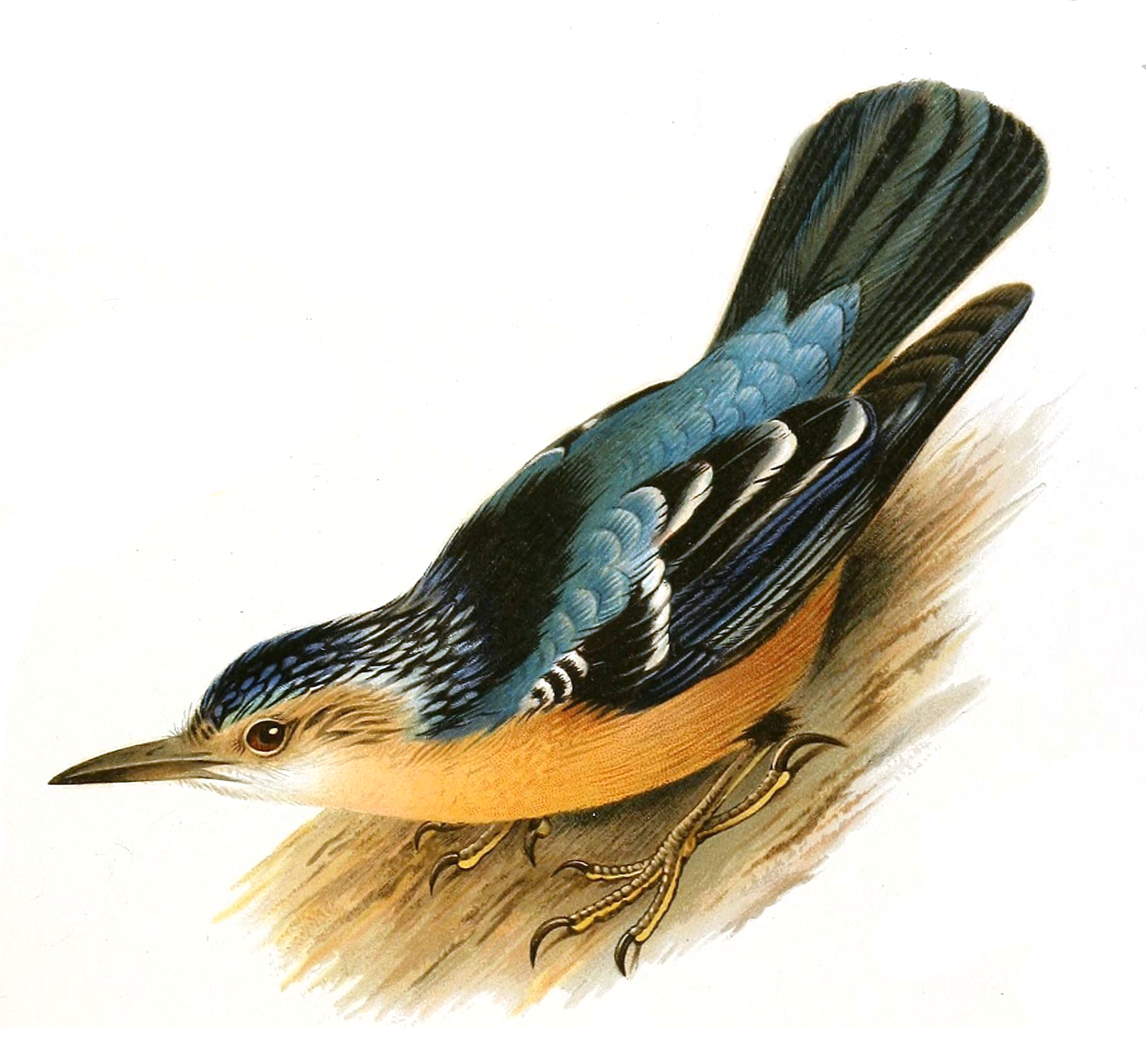
Dessin d'une Sittelle superbe par l'ornithologiste belge Philogène Wytsman.

La Sittelle superbe affiche un plumage très caractéristique, globalement noir et bleu ciel sur les parties supérieures, et orangé sur les parties inférieures. La calotte et le haut du manteau sont noirs, striés de bleu pâle et de blanc. Les scapulaires, le dos et le croupion sont bleu azur. Les grandes et moyennes couvertures alaires sont noires et finement bordées de blanc, formant deux étroites barres alaires ; les plumes de vol (les rémiges) sont noires et plus ou moins bordées de bleu pâle. Les parties supérieures sont globalement orange cannelle, mais le sourcil et la gorge sont blanc chamois et il y a un trait oculaire irrégulier et sombre en arrière de l'œil. Sous l'aile, la base blanche des rémiges primaires contraste fortement en vol avec les couvertures sous-alaires grisâtres. L'iris est brun rougeâtre ou brun foncé, le bec est noir mais la base de la mandibule inférieure est blanchâtre. Les pattes et les doigts sont brun jaunâtre, brun olivâtre ou brun verdâtre.
Il n'y a pas de dimorphisme sexuel. Les juvéniles sont assez similaires aux adultes, mais les stries du manteau sont plutôt bleues que blanches, les grandes couvertures primaires sont plus étroitement bordées de bleu et les parties inférieures sont plus pâles, notamment la poitrine. Les adultes effectuent une mue complète après la saison de reproduction, et les juvéniles arrivés à maturité connaissent une mue partielle consistant en un remplacement d'un nombre variable de rectrices.
La Sittelle superbe est une sittelle de grande taille, mesurant 16,5 cm de longueur. L'aile pliée mesure 98-109 mm pour le mâle, 97-100 mm pour la femelle. La queue mesure 48-60 mm chez le mâle, 52-56 mm chez la femelle, le bec 20-24,9 mm et le tarse 19-22 mm. Le poids n'est pas connu.
Elle peut passer de longs moments suspendue à l'envers.

## Écologie et comportement

### Voix
La voix de la Sittelle superbe est peu connue, mais est décrite comme grave et douce. Le cri d'appel est typique d'une sittelle, semblable à celui de la Sittelle torchepot (Sitta europaea), en moins strident.

### Alimentation
La Sittelle superbe cherche sa nourriture seule, à deux ou en petits groupes de quatre à cinq individus, mais jusqu'à 21 individus ont été observés dans le même arbre. Elle prend souvent part à des volées mixtes d'alimentation et a notamment été observée avec la Cutie du Népal (Cutia nipalensis) et la Sittelle veloutée (Sitta frontalis), deux autres espèces prospectant les troncs, ou avec l'Eurylaime psittacin (Psarisomus dalhousiae), le Drongo à rames (Dicrurus remifer), le Loriot pourpré (Oriolus traillii) et le Pomatorhin à tête ardoise (Pomatorhinus schisticeps).
Cette sittelle trouve sa nourriture dans le haut des grands arbres ; elle explore les troncs et les branches couverts d'épiphytes (lichens, mousses, orchidées, etc.), mais prospecte aussi les branches plus externes. Au Laos, elle a été observée se nourrissant sur les grosses branches du Bois de Siam (Fokienia hodginsii), un arbre souvent très couvert d'épiphytes. Elle a été décrite tantôt comme la plus timide des sittelles, tantôt comme peu farouche. Elle prospecte de manière similaire à la plupart des sittelles, restant parfois de longs moments à arpenter les branches tête en bas. Elle est néanmoins plus lente et semble « ne pas se presser », mais son vol est rapide. Les contenus stomacaux de spécimens chinois étaient composés de coléoptères et de larves d'insectes.

### Reproduction
La reproduction de la Sittelle superbe est mal connue. La saison de reproduction se déroule en avril-mai dans le nord-est de l'Inde. Le nid, placé loin du sol (entre deux et huit mètres de hauteur), est souvent construit dans le trou d'un chêne ou celui d'un rhododendron, vivant comme mort, et d'une façon plus générale dans les grands arbres des forêts. Il est fait de feuilles et de morceaux d'écorces, tenus ensemble à l'aide de poils (notamment ceux de rats des bambous). Si l'ouverture du trou est trop grande, elle est maçonnée à l'aide d'argile pour réduire l'entrée au nid. La ponte compte quatre à six œufs, mesurant 20,8 × 15,3 mm, blancs avec de petites taches et mouchetures rouges.

## Répartition et habitat

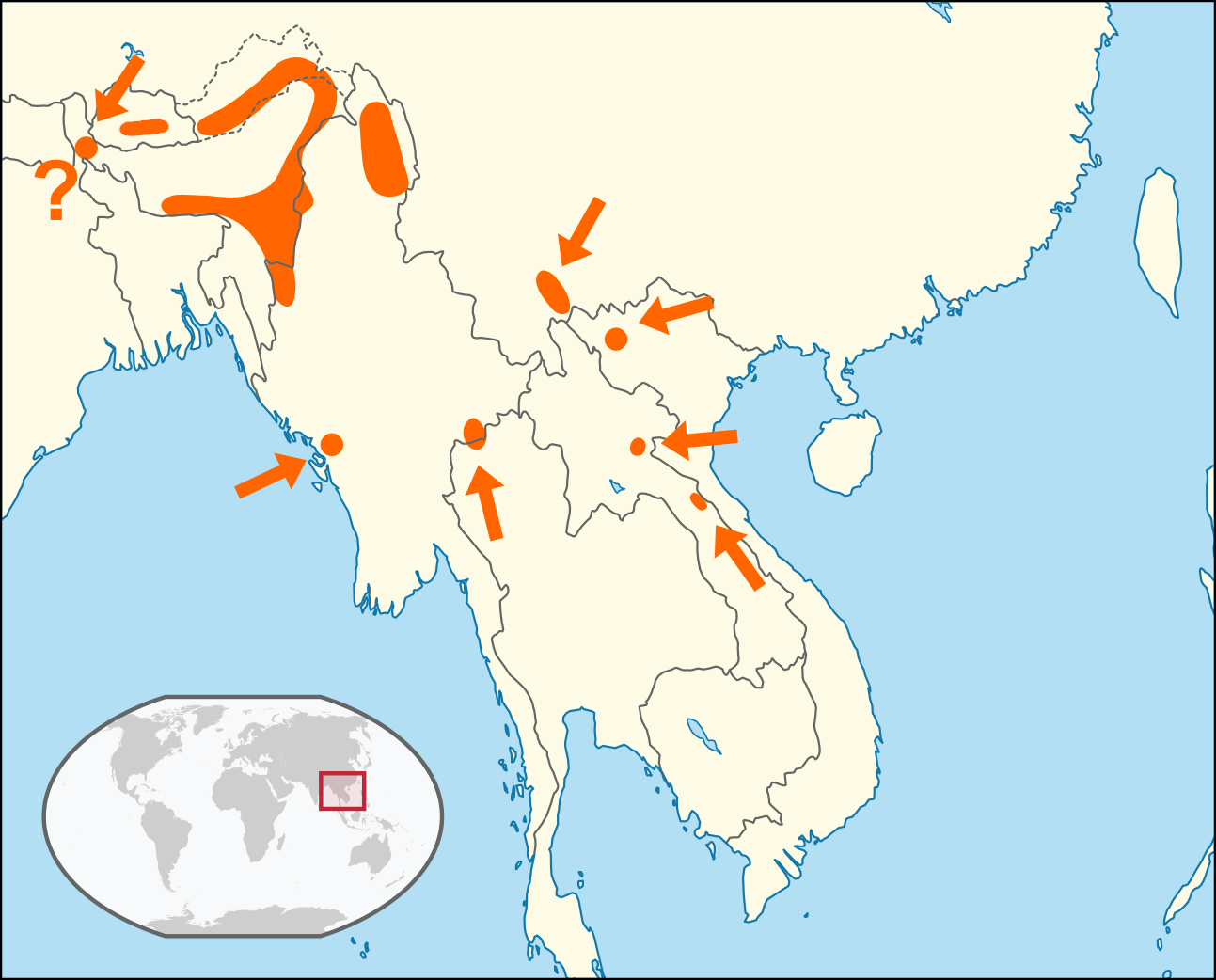
Répartition approximative de la Sittelle superbe en Asie du Sud-Est, selon Simon Harrap.

Cette espèce vit dans les montagnes de l'est de l'Himalaya, et a été signalée dans plusieurs sites épars d'Asie du Sud-Est, jusqu'au nord-ouest du Viêt Nam et au centre du Laos. Son aire de répartition s'étale à l'ouest jusque dans le nord-est de l'Inde, où elle a été, par le passé, signalée près de Darjeeling (Bengale-Occidental), la dernière fois en 1933. Elle est présente au Bhoutan, et dans les États indiens du Sikkim (Rangpo), du Meghalaya (Khasi Hills), de l'Assam (monts du Cachar septentrional), dans le sud de l'Arunachal Pradesh, au Manipur et au Nagaland. Sa présence au Bangladesh est incertaine mais on la trouve plus à l'ouest en Birmanie, dans le nord du pays dans l'État Chin (nord des Chin Hills, chaîne de l'Arakan), la Région de Sagaing, l'État Kachin et l'État Shan. Au Laos, les données sont parcellaires mais la Sittelle superbe a été observée au nord de Phou Kobo en hivernage et en grand nombre dans le centre du pays dans la réserve naturelle de Nakai-Nam Theun. Des signalements existent également de Chine (sud-est du Yunnan), du nord de la Thaïlande et du nord-ouest du Viêt Nam.
La Sittelle superbe vit dans les forêts de montagne denses, sempervirentes ou, semi-sempervirentes, ainsi que sur les collines à forêts sempervirentes. En revanche, dans le nord de la Birmanie, elle a été observée dans des milieux ouverts aux arbres épars. Dans le centre du Laos, on l'a trouvée associée au Bois de Siam (Fokienia hodginsii). Elle vit généralement entre 950 m et jusqu'aux plus hautes altitudes (à près de 2 300 m). Elle est résidente à l'année mais peut effectuer des migrations verticales saisonnières. En Inde par exemple, l'espèce passe la belle saison entre 1 500 et 2 100 m mais a été observée à 335 m dans le Sikkim et à 460 m et entre 600 et 800 m dans le nord-est de l'Arunachal Pradesh. En Birmanie, elle vit entre 975 et 1 830 m, en Chine entre 1 350 et 1 975 m, au Laos elle est entre 950 et 2 000 m et en Thaïlande, la seule observation de l'espèce était à 2 290 m d'altitude.

## Taxinomie

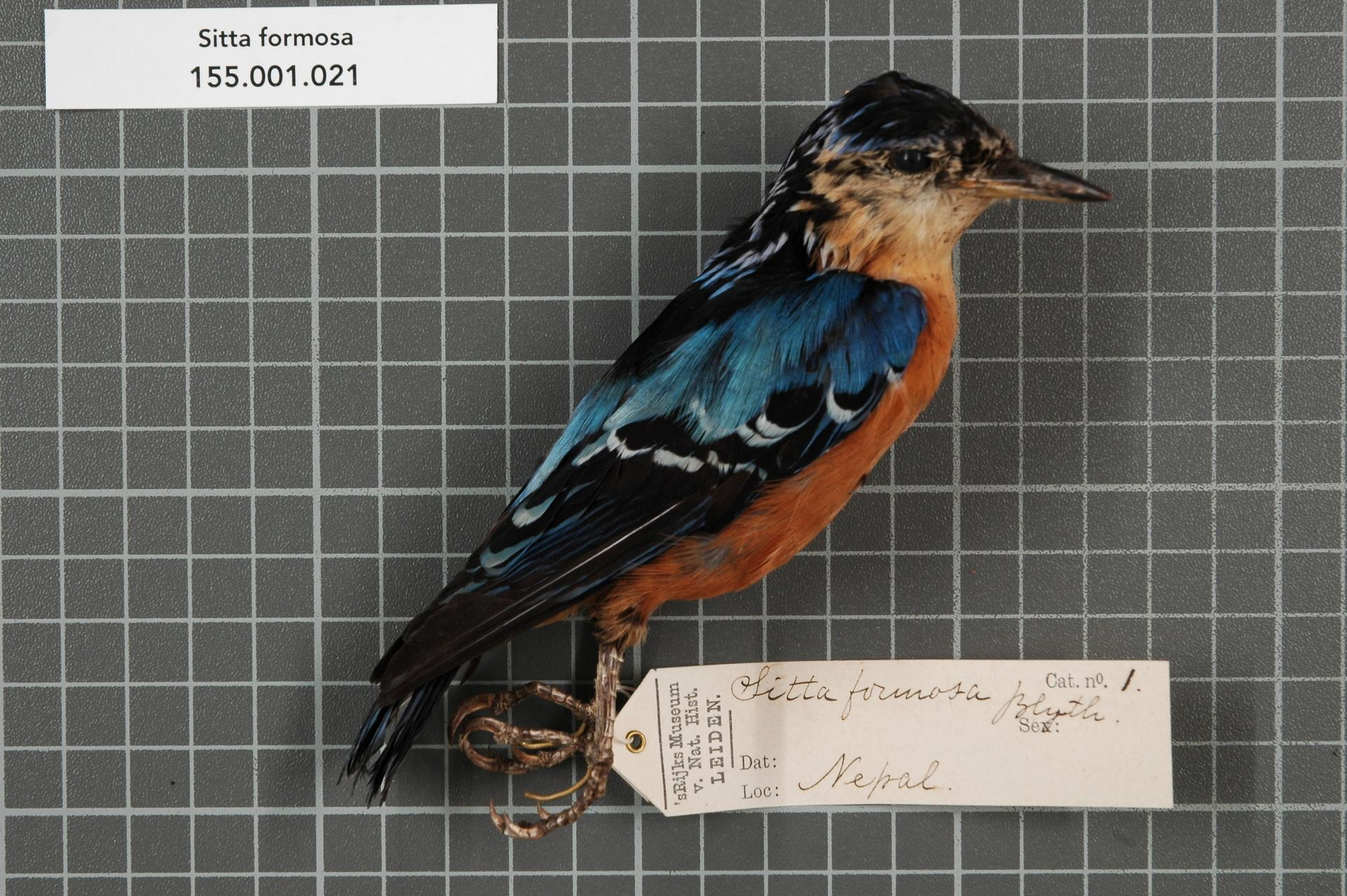
Un spécimen du Népal dans les collections d'histoire naturelle du centre de biodiversité Naturalis de Leyde (Pays-Bas).

La Sittelle superbe est décrite en 1843 par le zoologiste britannique Edward Blyth, d'après un spécimen venant de Darjeeling,. Dans le découpage en sous-genres du genre Sitta, peu utilisé, la Sittelle superbe est placée, seule, dans Sitta (Callisitta) Bonaparte, 1850, et l'espèce est parfois nommée Callisitta formosa (Blyth, 1843). Selon le Congrès ornithologique international et Alan P. Peterson, aucune sous-espèce n'est distinguée,. Ses relations de parenté avec les autres membres du genre sont floues. La couleur bleue brillante de son plumage pourrait la rapprocher de la Sittelle bleue (S. azurea) ou des sittelles à bec coloré — Sittelle veloutée (S. frontalis), Sittelle à bec jaune (S. solangiae) et Sittelle des Philippines (S. oenochlamys) — mais sa répartition centrée sur l'est de l'Himalaya et les motifs uniques du plumage de la Sittelle superbe contrarient cette hypothèse.
- clade statistiquement peu soutenu
  - Sittelle superbe (S. formosa)
  - 
    - 
      - Sittelle des rochers (S. tephronota)
      - Sittelle de Neumayer (S. neumayer)

    - 
      - 
        - Sittelle du Cachemire (S. cashmirensis)
        - Sittelle des Naga (S. nagaensis)
        - Sittelle torchepot (S. europaea)

      - Sittelle de l'Himalaya (S. himalayensis)

En 2014, Éric Pasquet et al. publient une phylogénie fondée sur l'ADN nucléaire et mitochondrial de 21 espèces de sittelles. La position de la Sittelle superbe au sein du genre n'est pas établie avec certitude, mais l'espèce est rapprochée des deux sittelles des milieux rocheux — la Sittelle de Neumayer (S. neumayer) et la Sittelle des rochers (S. tephronota) —, du groupe « europaea » — comprenant la Sittelle torchepot (S. europaea), la Sittelle de Sibérie (S. arctica), la Sittelle des Naga (S. nagaensis), la Sittelle du Cachemire (S. cashmirensis), la Sittelle indienne (S. castanea), la Sittelle de Blyth (S. cinnamoventris) et la Sittelle d'Indochine (S. neglecta) — et de la Sittelle de l'Himalaya (S. himalayensis) — et par conséquent, de la Sittelle du Victoria (S. victoriae) — qui sont globalement toutes les espèces maçonnant l'entrée de leur nid.

## La Sittelle superbe et l'Homme

### Une espèce remarquable
Comme c'est le cas en français, la Sittelle superbe porte dans de nombreuses autres langues un nom soulignant sa beauté : elle est ainsi appelée Beautiful Nuthatch en anglais, Trepador hermoso en espagnol, Schmuckkleiber en allemand, ou encore Picchio muratore magnifico en italien. L'ornithologue britannique Richard Meinertzhagen décrit en 1927 sa rencontre avec cet oiseau en ces termes :

« Dans la vie d'un ornithologue, il y a des moments dont on se souviendra toujours. Un de ceux-là était lorsque nous avons vu pour la première fois cette belle sittelle tout près d'un arbre mort, martelant un bois mort à la façon d'un pic. J'étais si proche que tirer sur ce mâle l'aurait trop abîmé pour en faire un spécimen. Comme il se déplaçait autour de l'arbre, je le suivis, jusqu'à ce que devenant suspicieux, il s'envola à une cinquantaine de mètres dans la forêt ouverte. Lorsque je suis revenu vers lui, il avait été rejoint par sa partenaire. Après les avoir regardé explorer l'arbre pendant plusieurs minutes, j'ai appuyé à contrecœur sur la gâchette. La femelle s'envola en lançant un cri de sittelle typique, bien que moins dur que celui de l'oiseau européen. »

### Menaces et protection

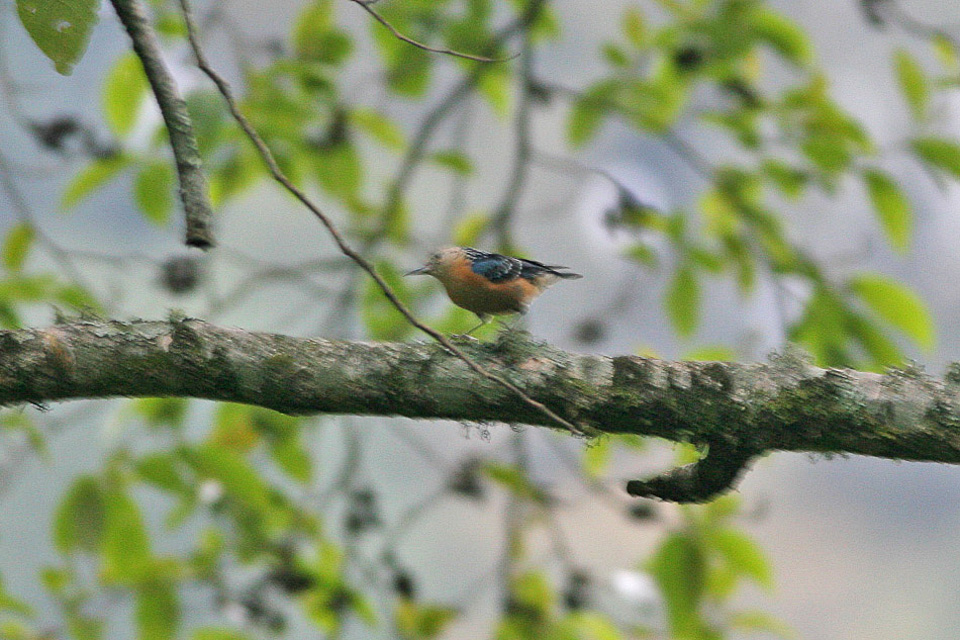
Une Sittelle superbe dans son habitat naturel, au Bhoutan.

L'aire de répartition de l'espèce est très vaste, approchant les 376 000 km2 selon BirdLife International. Cependant, la Sittelle superbe a toujours été rare et très localisée sur l'ensemble de sa distribution, peut-être en raison d'exigences écologiques très particulières. Son habitat est menacé et d'ores et déjà frappé par la destruction pour l'exploitation du bois ou la destruction de forêts pour l'établissement de cultures, bien que les altitudes les plus hautes soient moins menacées,. Dans le centre du Laos et le nord du Viêt Nam, le Bois de Siam à laquelle la Sittelle superbe pourrait être associée, a par exemple une haute valeur commerciale. Des recherches faites en 2001 indiquaient une population comprenant 2 500 à 10 000 individus matures, soit des effectifs totaux compris entre 3 500 et 15 000 individus ; ces effectifs seraient en déclin. Une étude de 2009 a essayé de prédire l'impact que pourront avoir les changements climatiques sur la répartition de plusieurs espèces de sittelles en Asie, en modélisant deux scénarios ; la Sittelle superbe pourrait voir sa distribution diminuer de 5,1 à 5,5 % d'ici les années 2040 à 2069. L'espèce est considérée comme « vulnérable » par l'Union internationale pour la conservation de la nature.